# HMS Hunter (D80)
Авіаносець «Хантер» (англ. HMS Hunter (D80)) - ескортний авіаносець США часів Другої світової війни типу «Боуг» (1 група, тип «Attacker»), переданий ВМС Великої Британії за програмою ленд-лізу.

## Історія створення
Авіаносець «Хантер» був закладений 15 травня 1941 року на верфі «Ingalls Shipbuilding» як торгове судно під назвою «Mormacpenn». Викуплений ВМС США і переобладнаний в авіаносець типу «Боуг» під назвою «USS Block Island (CVE-8)». Спущений на воду 22 травня 1942 року. Переданий ВМС Великої Британії під назвою «Trailer», вступив у стрій під назвою «Хантер» 9 січня 1943 року.

## Історія служби

### Військова служба
Після вступу у стрій авіаносець «Хантер» перейшов у Англію. Після підготовки авіагрупи корабель вирушив у Середземне море, де прикривав десантну операцію поблизу Салерно (вересень 1943 року).
У листопаді-грудні 1943 року авіаносець пройшов ремонт в Англії. Після підготовки нової авігрупи у травні 1944 року «Хантер» знову вирушив у Середземне море, де брав участь в десантній операції у Південній Франції (серпень 1944 року), завдавав ударів по берегових цілях в Егейському морі (вересень-жовтень 1944 року). 
З листопада 1944 року по лютий 1945 року «Хантер» пройшов ремонт в Англії, після чого вирушив в Індійський океан. У квітні 1945 року був включений до складу Східного флоту. До кінця війни авіаносець брав участь у бойових діях біля берегів Бірми, Суматри, Нікобарських та Андаманських островів.
Протягом червня-серпня 1945 року авіаносець пройшов ремонт. Після капітуляцією Японії він брав участь у звільненні Пенангу.
29 грудня 1945 року авіаносець «Хантер» був повернутий США, де він був виключений зі списків флоту і був проданий для переобладнання на торгове судно, яке отримало назву «Almdijk».
У 1965 році корабель був розібраний на метал в Іспанії.